# Carolyn Wood
Carolyn Virginia Wood (ur. 18 grudnia 1945 w Portland) – amerykańska pływaczka. Złota medalistka olimpijska z Rzymu.
Zawody w 1960 były jej jedynymi igrzyskami olimpijskimi. Złoty medal zdobyła w sztafecie 4 × 100 metrów stylem dowolnym. Amerykańską sztafetę tworzyły również Joan Spillane, Shirley Stobs i Chris von Saltza. Miała wówczas czternaście lat.